# Антон Фелвер
Антон Фелвер (босн. Anton Felver) — югославський футболіст, що грав на позиції нападника.

## Життєпис
Виступав у клубі САШК, у складі якого був багаторазовим чемпіоном Сараєво.
В 1923 році став срібним призером першого чемпіонату Югославії. У фіналі САШК поступився в переграванні клубу «Граджянскі» (Загреб) (1:1, 2:4). Фелвер забив два м'ячі у переграванні, а загалом у чотирьох матчах турніру відзначився трьома голами, ставши найкращим бомбардиром своєї команди. У фінальних турнірах чемпіонату Югославії на рахунку Антона 10 матчів у 1923—1927 роках.
Виступав у складі збірної міста Сараєво. Зокрема, був учасником двох розіграшів кубка короля Олександра 1924 і 1925 років, турніру для збірних міст Югославії.
Пізніше був суддею. В 1926 році судив фінальний матч чемпіонату Югославії між клубами «Граджянскі» (Загреб) і «Югославія» (Белград) (2:1). Цікаво, що двома тижнями раніше Фелвер грав у складі свого клубу в 1/4 фіналу цих же змагань.

## Досягнення
- Срібний призер Чемпіонату Югославії: 1923
- Чемпіон Сараєво: 1923, 1924, 1925, 1926, 1927